# Piper velutibracteum
Piper velutibracteum är en pepparväxtart som beskrevs av C. Dc.. Piper velutibracteum ingår i släktet Piper och familjen pepparväxter. Inga underarter finns listade i Catalogue of Life.